# Карлос Альфредо Санчес
Карлос Альфредо Санчес (ісп. Carlos Alfredo Sánchez, нар. 22 серпня 1990, Ель-Прогресо) — гондураський футболіст, захисник клубу «Гондурас Прогресо» та національної збірної Гондурасу.

## Клубна кар'єра
Вихованець клубу «Платенсе». У дорослому футболі дебютував 2010 року виступами за команду «Марафон», в якій провів два сезони, взявши участь лише у 7 матчах чемпіонату.
Своєю грою за цю команду привернув увагу представників тренерського штабу клубу «Гондурас Прогресо», до складу якого приєднався 2012 року. Відіграв за клуб з Ель-Прогресо наступні два з половиною сезони своєї ігрової кар'єри.
23 грудня 2014 року було оголошено про перехід гравця в клуб «Реал Еспанья», з яким Карлос підписав однорічний контракт. Проте вже в червні того ж року Санчес повернувся в «Гондурас Прогресо» і виграв з командою Апертуру 2015 року. Наразі встиг відіграти за клуб з Ель-Прогресо 59 матчів в національному чемпіонаті.

## Виступи за збірну
11 лютого 2015 року дебютував в офіційних матчах у складі національної збірної Гондурасу в товариській грі проти збірної Венесуели (1:2).
У складі збірної був учасником розіграшу Золотого кубка КОНКАКАФ 2017 року у США.
Наразі провів у формі головної команди країни 3 матчі.

## Досягнення
- Чемпіон Гондурасу: Апертура 2015